# Surlat
Surlat S.A. es una empresa chilena formada en el año 2001 dedicada a la producción, venta y distribución de productos lácteos y sus derivados, ubicada en la Región de la Araucanía, Chile y que opera con la leche del Sur de Chile, las regiones de La Araucanía, Los Ríos y Los Lagos, mayores productores nacionales y de manera tradicional.

## Historia
La compañía nació de la asociación entre Lácteos Surlat S.A., empresa chilena constituida por ganaderos productores de leche de la zona y Kaiku Corporación Alimentaria, importante empresa de alimentos del norte de España, con una facturación anual de 250 millones de euros.. Lácteos Surlat está constituida por 150 accionistas, productores de leche de la Novena y Décima Región. Entre los accionistas se encuentra Unical, Unión de Centros de Acopio Lecheros empresa que agrupa 151 pequeños productores lácteos y que cuenta con seis centros de acopio y 46 lecherías, la mayoría de las cuales son comunitarias.
Ambos socios: Lácteos Surlat y Kaiku Corporación, se unen por un interés común en desarrollar un proyecto conjunto donde Kaiku aporta know how de I+D, de gestión, contactos internacionales y Lácteos Surlat la materia prima. Surlat entra en el mercado de alimentos probióticos o funcionales, entre ellos, el Benecol.